# Quách Dĩ

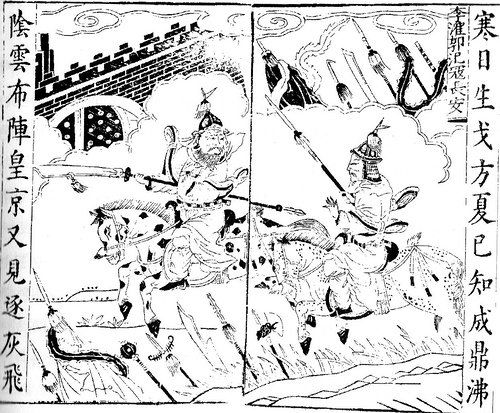
Tranh minh họa Lý Thôi và Quách Dĩ tiến hành đốt phá Trường An của một danh họa đời nhà Thanh

Quách Dĩ (chữ Hán: 郭汜; ?-197), còn gọi là Quách Tỵ hay Quách Tỷ (một số sách bản cũ phiên sai là Quách Phiếm), là tướng nhà Đông Hán trong lịch sử Trung Quốc. Ông tham gia cuộc chiến quân phiệt thời Tam Quốc, nắm triều đình nhà Hán trong 3 năm cùng Lý Thôi và cuối cùng bị giết.

## Dưới quyền Đổng Trác
Quách Dĩ là người Lương châu, tên hồi nhỏ là A Đa. Ban đầu làm trộm ngựa, về sau theo đầu quân cho Đổng Trác. Ông theo Đổng Trác tham gia các cuộc chiến chống quân Khăn Vàng.
Năm 189, Quách Dĩ theo Đổng Trác mang quân vào kinh đô Lạc Dương theo lệnh của ngoại thích Hà Tiến. Đổng Trác nắm quyền điều hành triều chính.
Năm 190, các chư hầu do Viên Thiệu đứng đầu nổi lên chống lại Đổng Trác. Đổng Trác không chống nổi, mang vua Hán Hiến Đế chạy về Trường An. Trước sự truy kích của Tôn Kiên, Đổng Trác cử con rể là Ngưu Phụ giữ An Ấp; Quách Dĩ cùng Lý Thôi và Trương Tế dưới quyền Ngưu Phụ.

## Tiến vào Trường An
Các cánh quân chư hầu chống Đổng Trác giải tán và quay sang đánh lẫn nhau. Năm 192, Đổng Trác bị Vương Doãn và Lã Bố giết chết. Để báo thù cho Đổng Trác, Ngưu Phụ sai Lý Thôi cùng Trương Tế và Quách Dĩ sát hại vài trăm người Tinh châu - đồng hương với Vương Doãn và Lã Bố - ở trong vùng đất mình cai quản; sau đó mang quân chém giết dân thường ở Trung Mâu, Dĩnh Xuyên, Trần Lưu.
Vương Doãn sai Lã Bố đi đánh dẹp Ngưu Phụ. Lã Bố bị thua trận chạy về Trường An. Ngưu Phụ thắng trận nhưng bị thủ hạ là Hồ Diệc Nhi giết chết, mang đầu đến Trường An nộp cho Vương Doãn.
Lúc đó Quách Dĩ, Lý Thôi và Trương Tế vô cùng lo sợ, bèn dâng biểu về Trường An xin đầu hàng, cầu khẩn Vương Doãn tha tội theo Đổng Trác. Vương Doãn không đồng ý xá tội cho Quách Dĩ và các tướng.
Ba tướng định giải thể quân ngũ và trốn về Lương châu, nhưng sau đó nghe theo mưu sĩ Giả Hủ khuyên bèn cất quân Lương châu nổi dậy báo thù. Quân Lương châu giết được Từ Vinh do Vương Doãn sai ra chống trả, sau đó được Hồ Chẩn ngả theo đầu hàng. Ít lâu sau, Quách Dĩ và Lý Thôi được một bộ tướng của Đổng Trác là Phàn Trù tập hợp, dần dần được hơn 10 vạn quân, rầm rộ tấn công Trường An.
Lã Bố chống cự trong 8 ngày, cuối cùng không giữ nổi. Lý Thôi và Quách Dĩ thúc quân tràn vào thành. Lã Bố bỏ thành chạy trốn. Vương Doãn không chịu chạy trốn cùng Lã Bố, cùng vua Hiến Đế chạy lên lầu trú. Quân Lương châu tới vây lầu, lúc đó Vương Doãn mới vội vã ra lệnh đại xá cho các tướng, phong cho Lý Thôi làm Dương vũ tướng quân, Quách Dĩ làm Dương liệt tướng quân, Phàn Trù làm Trung lang tướng.
Nhưng Quách Dĩ và các tướng không chấp nhận, giết Vương Doãn cùng mấy chục gia quyến. Lý Thôi và Quách Dĩ sai người tìm xác Đổng Trác nhưng không còn, bèn gom tro xác lại bỏ vào quan tài và làm lễ an táng.

## Chia quyền với Lý, Phàn
Lý Thôi, Quách Dĩ và Phàn Trù thay Đổng Trác nắm vua Hiến Đế thao túng triều chính. Hán Hiến Đế dựa vào các lão thần như Triệu Khiêm, Dương Bưu, Hoàng Phủ Tung, Mã Nhật Đê, Triệu Trung, Chu Tuấn kiềm chế một phần uy thế của Lý, Quách.
Tháng 9 năm 193, Hán Hiến Đế bị ép phong Lý Thôi làm Xa kỵ tướng quân, Quách Dĩ làm Hậu tướng quân, Phàn Trù làm Hữu tướng quân. Trong thời gian đầu, Lý Thôi, Quách Dĩ và Phàn Trù còn tôn trọng các đại thần kỳ cựu của triều đình, nhường Dương Bưu làm Tư không, Thuần Vu Gia làm Tư đồ, Chu Trung làm Thái úy.
Sau đó Quách Dĩ cùng Lý và Phàn ba người cùng nhau lập phủ trong kinh thành Trường An, cùng nhau đoạt quyền điều hành triều chính, các quan Tam công lão thần bị vô hiệu hóa. Ba tướng chia kinh thành Trường An làm 3 khu vực phòng thủ, tự mình đóng quân. Cả ba khu vực đều không được quản lý tốt, quân sĩ kỷ luật kém, nhũng nhiễu hành hạ nhân dân tới phục dịch. Một tướng khác là Trương Tế thế lực kém hơn, đóng quân ở Thiểm huyện, ngoài kinh thành.

## Giao tranh với Lý Thôi
Cuối năm 193, tướng Lương châu là Mã Đằng và Hàn Toại mang quân tấn công kinh thành Trường An. Quách Dĩ và Phàn Trù ra cự địch, đánh bại Mã – Hàn.
Lý Thôi biết chuyện Phàn Trù thả cho Hàn Toại chạy thoát không bắt, bèn mời Phàn Trù tới uống rượu rồi bắt chém. Sau đó Quách Dĩ cũng thường được Lý Thôi mời tới uống rượu khiến ông lo sợ sẽ bị giết như Phàn Trù. Không lâu sau cả Lý Thôi và Quách Dĩ cùng muốn một mình làm chủ triều đình nên trở mặt đánh nhau. Kinh thành Trường An đổ nát vì binh hỏa. Hai bên đánh nhau sang năm 195, hàng vạn người bị chết, nhiều người phải bỏ kinh thành đi.
Lý Thôi mang Hán Hiến Đế và Phục hoàng hậu từ trong cung mang vào doanh trại giam lỏng. Hiến Đế sai Dương Bưu cùng Trương Hỷ và Chu Tuấn sang doanh trại Quách Dĩ đề nghị hai bên nên giảng hòa không nên đổ máu. Nhưng ông Quách Dĩ cho rằng các đại thần thiên vị Lý Thôi bèn bắt giữ họ làm con tin.
Để lấy lòng Lý Thôi và Quách Dĩ, Hiến Đế phải phong cho Lý Thôi làm Đại tư mã, Quách Dĩ làm Xa kỵ tướng quân. Nhưng hai người nhận chức xong vẫn không chịu bãi binh.
Giữa lúc đó Trương Tế kéo về kinh thành giảng hòa hai người và khuyên Lý, Quách hãy để Hiến Đế rời Quan Trung về quận Hoằng Nông. Hiến Đế cũng sai người đi xin Lý Thôi cho mình rời khỏi doanh trại về Hoằng Nông, cuối cùng Lý Thôi đồng ý. Do sự dàn xếp của Trương Tế, Lý Thôi bằng lòng giảng hòa với Quách Dĩ, hai người đổi con gái cho nhau làm con tin.
Tháng 7 năm 195, Hán Hiến Đế cùng công khanh từ doanh Bắc Ổ của Lý Thôi (ngoài thành Trường An) lên đường.

## Thất bại
Tháng 8, Hán Hiến Đế đến Tân Phong. Quách Dĩ hối hận muốn cướp lại Hiến Đế, bèn mang quân đuổi theo. Dương Phụng và Dương Định cùng ra đón đánh, đánh bại quân Quách Dĩ.
Quách Dĩ thua chạy về Trường An, sai người hòa giải với Lý Thôi và lôi kéo Trương Tế cùng liên minh đánh Dương Phụng và Dương Định để cướp lại Hiến Đế, khống chế chư hầu như trước.
Lý Thôi bằng lòng giảng hòa với Quách Dĩ, lại mang quân đuổi đánh Hán Hiến Đế. Tháng 11 năm đó, Hiến Đế đến gần Đông Giản quận Hoằng Nông thì bị quân Lý Thôi và Quách Dĩ đuổi theo kịp. Lý, Quách đánh bại Dương Phụng và Dương Định, giết chết nhiều đại thần. Các tướng mang vua Hiến Đế tháo chạy.
Dương Phụng một mặt xin tạm hòa với Lý Thôi, Quách Dĩ để hoãn binh, mặt khác mời thủ lĩnh quân cướp Bạch Ba là Lý Nhạc, Hàn Tiêm ở Sơn Tây cùng Tả Hiền vương Hung Nô là Tố Khứ Ty phía nam Quy Hóa cứu giá. Cánh quân Lý Nhạc, Hàn Tiêm và Tố Khứ Ty tập hợp cùng Dương Phụng, đánh bại Lý Thôi và Quách Dĩ.
Quách Dĩ thua trận về đóng quân ở My Ổ, còn Lý Thôi trở về Trường An. Ít lâu sau thứ sử Duyện châu là Tào Tháo đón được Hán Hiến Đế đưa về Hứa Xương.
Năm 197, Quách Dĩ bị thủ hạ là Ngũ Tập (伍習) giết chết, mang tàn quân của ông về Trường An theo Lý Thôi.

## Trong Tam Quốc diễn nghĩa
Quách Dĩ xuất hiện trong tiểu thuyết Tam Quốc diễn nghĩa của La Quán Trung từ hồi 5 đến hồi 13. Khi xuất hiện, Quách Dĩ đóng vai trò là bộ tướng của Đổng Trác tham chiến chống chư hầu.
Sau cái chết của Đổng Trác, hình ảnh Quách Dĩ đánh Trường An và thao túng chính trường, xung đột với Lý Thôi được mô tả khá gần với sử sách. Tuy nhiên từ khi không nắm được Hán Hiến Đế, ông không còn xuất hiện. Cái chết của ông cũng chỉ được biết tới qua lời tâu báo của thuộc hạ cho Tào Tháo biết tình hình.